# 梅森 (密歇根州)
梅森（英語：Mason）位于美国密歇根州北部，是英厄姆县的县治所在，面积11.9平方公里。根据美国人口调查局2000年统计，共有人口6,714人，2007年估计的人口为8,145人。虽然密歇根州的州府兰辛也位于英厄姆县内，但是兰辛不是该县的县府，这在美国是独一无二的，不过县政府的许多办公室以及法院不在梅森，而在兰辛。
梅森的命名是为了纪念密歇根州的第一任州长史蒂文斯·T·梅森。

## 历史
1836年查尔斯·诺贝尔认识到密歇根成州后需要选择一个中心的地方设立州府，因此他买下了一块森林，开辟了20公顷的地方，建立了梅森中心，此后不久中心从名字里消失了。但是1847年州政府选择了19千米外的兰辛作为州府，但是诺贝尔达到了把梅森设立为县府的目的。到二十世纪内当地还有印第安人部落在周围游弋。1843年英恶姆县的第一座法院建成，1858年被另一座建筑取代，1905年再次被取代。1865年梅森被设立为村，1875年成市。在1900年代里梅森出产婴儿乳胶。今天有一座集装箱工厂的总部设在梅森。李尔公司在市内也有设施。在市内还能看到牛吃草。

## 地理
梅森的地理位置为42°34′45″N 84°26′37″W / 42.57917°N 84.44361°W。根据美国人口调查局数据其面积为11.9平方公里，全部是陆地面积。
梅森位于梅森蛇形丘上，它是西半球最长的蛇形丘之一。

## 交通
- 127号美国国道
- 36号密歇根州道

## 人口
根据2000年的统计数据梅森有6,714名居民，分2,806个户和1,826个家庭。人口密度为每平方公里566.0人。其中95.98%是美洲白人、0.64%是非裔美国人、0.46%是美洲土著人、0.71%是亚裔美国人、0.74%是其他人中、1.46%是混血儿。西班牙裔和其他拉丁美洲裔的人占2.73%。
市内的2,806个户中33.0%有18岁以下的未成年人、48.7%是结婚夫妇、12.5%是带孩子的单身妇女、34.9%不是家庭、30.4%是单身汉、11.0%有65岁以上的老年人。平均每户2.38人，每个家庭的平均人数为2.96人。
市内的人口结构为25.6%的人在18岁以下、8.3%的人在18至24岁之间、30.7%的人在25至44岁之间、22.0%的人在45至64岁之间、13.4%的人在65岁以上。市民平均年龄为36岁。女子对男子的性别比为100：89.8。成年人的性别比为100：85.0。
每户的平均收入为41,790美元，家庭的平均收入为53,519美元。男子的平均收入为41,081美元，女子的平均收入为26,266美元。人均收入为20,866美元。约1.3%的家庭和4.1%的市民生活在贫困线以下，其中包括1.7%的未成年人和7.6%的老年人。

## 名胜
- 首府地区图书馆梅森分馆
- 梅森地区历史博物馆

## 名人
- 根据麥爾坎·X的自传他小时候在梅森待过。
- 克里斯丁·海尼，篮球运动员